# Boux-sous-Salmaise
Boux-sous-Salmaise là một xã ở tỉnh Côte-d’Or trong vùng Bourgogne-Franche-Comté, phía đông nước Pháp. Khu vực này có độ cao trung bình 314 mét trên mực nước biển.